# 及川光博
及川 光博（おいかわ みつひろ、1969年〈昭和44年〉10月24日 - ）は、日本の俳優、ミュージシャン。
本名同じ。愛称は「ミッチー」。業務提携先はホリプロ。2015年までマザーエンタープライズに所属。所属レコードレーベルはColourful Records。
東京都大田区出身。成城学園中学校高等学校、成城大学法学部卒業。

## 略歴
俳優養成所、舞台演劇俳優、バンド活動を経て、1996年（平成8年）に「モラリティー」で歌手デビューした。
1997年、マツモトキヨシのCMに出演し知名度を得る。
1998年、『WITH LOVE』に出演し、以降は俳優としての活動を始める。
2011年（平成23年）7月27日、女優の檀れいと結婚。
2012年（平成24年）7月31日、ホリプロとの業務提携を発表。ドラマ、映画、CMなど俳優としての活動はホリプロ所属で活動するが、音楽活動およびファンクラブの運営は従来通りマザーエンタープライズで所属契約を続ける。
2015年（平成27年）7月6日、マザーエンタープライズとの契約を円満終了したことを発表。以後は俳優活動を含めたマネジメント業務をDGエージェントに委託し、ホリプロと提携していくとしている。
2016年（平成28年）、第29回日本メガネベストドレッサー賞・芸能界部門、第17回ベストフォーマリスト賞を受賞。
2018年（平成30年）11月28日、檀れいと離婚。
2025年6月29日、この日開催予定だったワンマンショーツアー2025「DISCO☆ENDORPHIN」の大阪公演を体調不良のため急きょ延期することを発表。細菌による急性咽頭炎と診断され、治療に専念したものの回復に至らないとして、7月6日に開催予定だった名古屋公演も延期となった。7日、開催延期となった名古屋公演について、「会場およびスタッフの調整が困難なため」として公演中止となることが発表された。
2025年10月スタートの『ぼくたちん家』（日本テレビ系)で、21年ぶりの連続ドラマ主演およびゴールデンプライム帯初主演を務める。

## 人物
- 愛称はミッチー。同時にこれを「職業」とも自称。
- 長所は「理想主義」で、短所は「完璧主義」と自ら語る。通常、所属事務所がタレントとしての方向性をプロデュースすることが多いが、及川はデビュー当初から一貫してセルフプロデュースを行っている。また歌手としてはライブのコンセプト、構成、演出、振付など、総合プロデューサーとしても手腕を発揮している。
- 女性のファンを「ベイベー」、男性のファンを「男子」と呼び、ファンを非常に大切にしていることも有名で、ファンレター、メール、コンサート会場で回収されるアンケート用紙などは可能な限り、ほぼ全てに自ら目を通しているという。
- 芸能界の友人知人に対し「心の距離を縮めたいため」、及川自身が勝手につけたあだ名で呼ぶことが多い。「クドカン」こと宮藤官九郎は、初対面の及川にいきなり「カンクちゃん」と呼ばれ、「（今まで誰からも）カンクちゃんなんて呼ばれたことないし…」と戸惑ってしまった旨を話していたことがある[18]。

### ミュージシャン・俳優として

#### ライブ活動
- 俳優業など他の仕事が多忙でも毎年の全国ツアーは欠かさず[5]、ライブを自らの「生き様発表会」として非常に大切にしている。客席の前方、中央、後方、2階、3階などのパートに分けて、それぞれの場所の観客に向かって、「前ベイベー!」、「真ん中ベイベー!」、「後ろベイベー!」、「2階ベイベー!」、「3階ベイベー!」などと頻繁に呼びかける。及川のコンセプトに感化されたファンが各々工夫を凝らしたコスプレ衣装を身に纏い、踊るのが恒例となっている。楽曲に合わせ、ポンポンを持参するファンも多い。

#### 音楽性
- 音楽性はJ-POP、ロック、ポップス、グラム・ロック、ニュー・ロマンティックと幅広い。1995年に参加していたユニット「IKEBUKURO」[19]ではラップも披露していた。2018年には「踊れるロック」を提唱していた[20]。
- また、プリンスのファンでもある。プリンスのCDはほとんど所有している。プリンスが改名し「元プリンス」と呼ばれていたころ「王子辞めます。元王子と呼んで」と発言した。

#### カウントダウンライブのコスプレ
- 毎年大晦日に行われるカウントダウンライブ「ゆくミッチーくるミッチー」のオープニングでもコスプレで登場している。披露しているのはシャアを限りなく真似た「赤い彗星のニャア」をはじめとし、『サイボーグ009』、『宇宙戦艦ヤマト』、『ルパン三世』（緑のジャケットバージョン）、『科学忍者隊ガッチャマン』、『ベルサイユのばら』など、及川がファンである旨を公言している1970 - 1980年代に一世風靡したアニメ作品のものが多い。
- 2007年のカウントダウンライブでは「ネタが尽きた」とのことで、特定のモデルの無い中国王朝時代の皇帝を彷彿させる服装で現れた。
- 2008年は、『銀河英雄伝説』のラインハルトで、バンドメンバーは帝国軍、女性はコードギアスの制服。
- 2009年はマイケル・ジャクソンの衣装で登場（ドラムの阿部薫はバブルス君の被り物付き）。マイケル調のアレンジを施した曲が数曲演奏された。

#### 『相棒』
- 『相棒』シリーズの水谷豊演じる杉下右京の2代目相棒・神戸尊役に抜擢され、season7の最終話から登場。season8からは主役格のメインキャストとなった。出演のオファーをマネージャーから聞いた時は、自ら「面白いキャスティングだな」と思ったという。ちょうど40歳を迎える年だったこともあり、「これは自分の人生のターニングポイントになるのではないか（と思った）」とも語っている。
- 共演する水谷は幼少時に観た『熱中時代』の小学校教諭・北野広大役のイメージが強いため、現場では思わず「先生」と呼んでしまうという。ちなみに水谷は他の人と同じではつまらないという理由で、及川をミッチーではなく「みっちゃん」と呼んでいる。
- 『ザテレビジョン』主催の「第64回ザテレビジョンドラマアカデミー賞」では助演男優賞を受賞。
- season10 最終話を以って卒業した[21][22]が、season15の第13・14話やseason17の第10話、2013年公開のスピンオフ作品『相棒シリーズ X DAY』、2014年公開の『相棒 -劇場版III- 巨大密室! 特命係 絶海の孤島へ』、2017年公開の『相棒 -劇場版IV- 首都クライシス 人質は50万人! 特命係 最後の決断』において同役でゲスト出演している。これらでゲストとして出演した時には、水谷に会うなりいきなりハグされたという。

## 交友関係

### 忌野清志郎
忌野清志郎に楽曲提供を依願したことがきっかけで交流が始まった。この時、清志郎が「どうせならユニット組んでやろうよ」と持ちかけ、音楽ユニット「ミツキヨ」が生まれた。お互い「ミッチー」「キヨタン」と呼び合う仲だった。また、清志郎が趣味の自転車でよく及川の仕事について来ては、及川の仕事に飛び入りで参加していたという。映画『1980』のカメオ出演は、前のスケジュールで一緒だった清志郎が「俺も出ようかな」の一言でロケに同行。通行人でいいと言い張る清志郎に対し監督は「それでは観客が気になって不安になる」とその場で小さな役を設定して実現した。及川もそうだが清志郎としては異例の役柄と衣装となっている。金言として「馴染んでどうする。ずっと浮いていなさい」との言葉を生前の清志郎から貰う。

### 唐沢寿明
唐沢寿明とはNHK大河ドラマ『利家とまつ〜加賀百万石物語〜』、フジテレビドラマ『白い巨塔』、映画『CASSHERN』、『20世紀少年』第1章、『イン・ザ・ヒーロー』、連続テレビ小説『とと姉ちゃん』などで幾度も共演をしている。仕事に対する姿勢やこだわりの感性に意気投合、公私に亘って親しくしている。及川は唐沢のことを「アニキ」と呼んで慕っており、唐沢もまた及川のことを「ミッチー」と弟を可愛がるように親愛の情を込めて呼んでいる。共通の趣味も多く、特に宝塚観劇には東京宝塚劇場に揃って足を運ぶこともある。公私共に仲が良いことが見受けられるエピソードの数々を唐沢や及川自身が語っている。

『月刊ハイビジョン』2009年11月号において、人気ドラマ『相棒』の水谷豊のパートナーとして出演することへのプレッシャーや不安なども含めて相談した際、唐沢から「出ろよ」と即答され、背中を押してもらったというエピソードを披露。時に叱咤激励してくれる頼もしい存在として「自分にとっての相棒は唐沢さん」と述べている。

及川は自分のライブのセットや衣装には拘っており、独特の美意識を駆使して、ツアー・コンセプトに合わせた芸術的なものであると自負している。しかし、ライブに飛び入り参加した唐沢に、ロココ調を意識した衣装を「カーテンみたいな柄だ」と一言で評され、少なからずショックを受けていた。しかし、ある年のカウントダウンライブでは、及川と共にコスプレをしてステージに上がった事もある。

### 美輪明宏
高校生のころから美輪明宏の生き様や出演作品のクオリティに感銘を受けており、「いつか会いたい」と願っていた1人だったという。及川は芸能界デビューして暫くの間‟王子様キャラ‟を演じていたが、それが浸透し過ぎてしまい、本来見せたいはずのアーティスト活動の真意を伝えにくい環境になってしまった。周囲からの期待や求められるものと及川が表現したいものとにギャップが生じ、ジレンマに苦しんでいた29歳のころ、美輪との対談（トークショー）の仕事が舞い込んだ。ステージ上で初対面を果たし、美輪から多くの金言を貰った及川は心が救われるような思いだったという。美輪も及川の仕事に対する姿勢や美意識を気に入り、2001年には美輪が演出・美術・音楽・主演を務める舞台『毛皮のマリー』の主要人物、美少年・欣也役に抜擢した。以来、互いの舞台やコンサートを観賞したり、双方が愛してやまないバラの花を贈り合うなど親睦を深めているという。

## 趣味・嗜好・その他エピソード

### 好きな女性のタイプ
有名人の中で好みのタイプの女性は、知的さとアンニュイな雰囲気を併せ持っている滝川クリステル、ニコール・キッドマン。最近は「刑事ドラマに出てくる小料理屋の女将のような人が良い」とも語っている。また、脚フェチ、メガネフェチでもある。メガネをかけた女性を好む理由は「知的に見えるし、メガネの奥を覗いてみたい」から。特に華奢な眼鏡チェーンを付けたメガネの女性が好みとのこと。

### 宝塚歌劇団
幼少の頃から母の影響で宝塚歌劇団に親しみ、大ファンである。特に安蘭けいのファンで、彼女が若手のころから応援していた。雑誌やインタビューなどでは、「男役は『影』がないとね!」「ミステリアスなところが魅力だよね」などと語っている。また、2009年から2010年に掛けて、宝塚歌劇花組公演で『相棒』が演じられることとなり、本人は、「宝塚ファンなので2倍楽しみ!!しかも主演は友人の真飛聖!! 絶対観にいきます」とコメントしている。
元妻の檀れいは元宝塚歌劇団だが、彼女の現役当時既に宝塚ファンだったにもかかわらず出演舞台を見たことはなかった。

### ガンダム
幼少時からアニメが好きで、特に『機動戦士ガンダム』好きの芸能人の一人であり、メ〜テレから「メ〜テレ★ガンダムTHE FIRST親善大使」に任命された。2010年に発売されたPSP用ゲーム『ガンダムアサルトサヴァイブ』では主題歌「哀 NEED YOU」を歌い、カスタムパイロットの声を担当している。ガンダムを取り上げた特集や特別番組に出演する機会も多い。

### 仮面ライダー
仮面ライダーV3／風見志郎役を演じた宮内洋を俳優としてのルーツと公言している。そのため、映画『スーパーヒーロー大戦GP 仮面ライダー3号』で仮面ライダーの正史には存在しない仮面ライダー3号／黒井響一郎役と決まった際には、プレッシャーを感じたという。黒井の演じ方についても、宮内（風見）へのリスペクトからニヒルなキャラクターを想定していたが、柴﨑貴行監督との打ち合わせを経て孤独で哀愁漂うダークヒーローになったという。

### ナポリタン
「人生は究極のナポリタンを探す旅」と豪語するほど、ナポリタンが大好き。ナポリタン好きが高じて、自身の楽曲「怪傑ミッチーのうた」の歌詞にナポリタンを入れたり、ツアーグッズでナポリタンソースを発売したこともあった。上述の『相棒』に出演した際に、水谷豊とのアドリブがきっかけで、「神戸くんは公式でナポリタンが好き」という設定が加えられた。2021年5月25日にはTBSのバラエティ番組『マツコの知らない世界』278回「ナポリタンの世界」に出演し、ナポリタン愛を熱く語った。

## 作品

### シングル
出典:
| #                              | タイトル                             | 発売日         | 規格品番     | 収録曲 | 備考 |
| ------------------------------ | ------------------------------------ | -------------- | ------------ | --- | --- |
| 1st                            | S.D.R.                               | 1995年12月26日 |              | S.D.R. 理想論 | 自主制作盤 |
| 東芝EMI                        |                                      |                |              | | |
| 2nd                            | モラリティー                         | 1996年5月29日  | TODT-3728    | モラリティー 死んでもいい | |
| 3rd                            | 求めすぎてる？僕。                   | 1996年6月26日  | TODT-3748    | 求めすぎてる？僕。 真昼の月 | |
| 4th                            | 悲しみロケット2号                    | 1996年11月7日  | TODT-4059    | 悲しみロケット2号 展望デッキ 血管と白夜                                                                                               | |
| 5th                            | 三日月姫                             | 1997年3月26日  | TODT-4069    | 三日月姫 忘れてしまいたい 6番目のユ・ウ・ウ・ツ                                                                                       | |
| 6th                            | その術を僕は知らない                 | 1997年7月16日  | TOCT-4081    | その術を僕は知らない[B] 精神科医Mのテーマ その術を僕は知らない[A] 王子の証 その術を僕は知らない[D] 新宿モナムール                     | 初回プレス限定「ミッチーの恥ずかしい写真」付き |
| 7th                            | フィアンセになりたい                 | 1997年12月10日 | TODT-5087    | フィアンセになりたい 彼と彼女のこと フィアンセになりたい～あれ!?ミッチーがいないぞ〜                                                  | |
|                                | 死んでもいい'98                      | 1998年5月27日  | TOZT-3001    | 背徳王子のテーマ 死んでもいい'98 ワルイコトシタイ(I♡N.Y.) 背徳王子のテーマ リターンズ                                                 | 「ミッチーのベイベーセット『ご覧あそばせ♥︎』」としてVHSとともに発売。※完全限定!!ミッチロイドTO-7付き |
| 8th                            | 僕のゼリー/今夜、桃色クラブで。      | 1998年10月7日  | TOZT-3002    | 僕のゼリー 今夜、桃色クラブで。 僕のゼリー〜あれ!?ミッチーがいないぞ〜 今夜、桃色クラブで。～あれ!?ミッチーがいないぞ〜               | 初回盤は「ミッチーのベイベーセット」としてDisc1がCD、Disc2がVHS。 |
| 9th                            | バラ色の人生                         | 1999年4月21日  | TODT-5285    | バラ色の人生 ロリータの罠 バラ色の人生〜あれ!?ミッチーがいないぞ〜                                                                    | ・バラ色の人生 NTV系「ぐるぐるナインティナイン」エンディングテーマ ※初回盤特典"しおりちゃん" |
| 10th                           | パズルの欠片                         | 2000年8月9日   | TOCT-22095   | パズルの欠片 ミス・アバンチュール きれいな嘘 パズルの欠片〜あれ!?ミッチーがいないぞ〜                                                 | |
| 11th                           | CRAZY A GO GO！！                    | 2000年10月12日 | TOCT-22116   | CRAZY A GO GO！！ 若さのカタルシス フィアンセになりたい〜ハリネズミのジレンマ〜                                                       | |
| 12th                           | ココロノヤミ                         | 2001年8月29日  | TOCT-22156   | ココロノヤミ 邪念オーバードライブ ココロノヤミ(Instrumental)                                                                          | ※オマケ「恋泥棒あらわる」(2000.12.21 東京国際フォーラムにて) |
| 13th                           | 天使のうた                           | 2001年11月7日  | TOCT-22194   | 天使のうた ココロノヤミ-追憶- 不真面目な女神(クスクスミックス) 天使のうた〜あれ!?ミッチーがいないぞ〜                                 | |
| ワーナーミュージック・ジャパン |                                      |                |              | | |
| 14th                           | 強烈ロマンス                         | 2002年10月30日 | AMCT-10010   | 強烈ロマンス 花びらのように 強烈ロマンス(This Year's Mix)                                                                             | 忌野清志郎とのユニット「ミツキヨ」名義 |
| 15th                           | ラヴソング                           | 2003年3月5日   | AMCT-10020   | ラヴソング ビトゥイーン・ザ・シーツ ラヴソング(Yano'sニウロティックRemix) 特典映像「ラヴソング」ビデオクリップ                        | CD+DVDの「視聴覚セット」として完全限定生産。 |
| TRICKSTAR RECORDS/喝采         |                                      |                |              | | |
| 16th                           | 愛のメモリー                         | 2005年2月23日  | WTCM-1002    | 愛のメモリー [ 注釈 2 ] 聖書 | ・愛のメモリー ドラマ「富豪刑事」エンディングテーマ |
| 17th                           | 家庭内デート                         | 2006年6月7日   | WTCM-1005    | 家庭内デート 家庭内デート ーカラオケー                                                                                                | 斉藤由貴とのユニット「やな家」名義。 ・家庭内デート TBSテレビ 愛の劇場「吾輩は主婦である」主題歌 Disc2(DVD)には「家庭内デート」ビデオクリップ収録。                                                                                           |
| 18th                           | Sparkling Girl                       | 2008年3月26日  | WTCM-1008    | Sparkling Girl Shinin' Star☆REMIX | ・Sparkling Girl バラエティー番組「近未来×予測テレビ ジキル&ハイド」エンディングテーマ(2008年4月13日 - ) Disc2(DVD)にはライブDVD「及川光博ワンマンショーツアー06/07 君こそスターだ!!」からリカットされた「S.D.R.〜OSAKA FINAL VERSION〜」収録 |
| Lantis                         |                                      |                |              | | |
| 19th                           | GO AHEAD!!                           | 2008年10月8日  | LACM-4533    | GO AHEAD!! [ 注釈 3 ] NEVER SURRENDER GO AHEAD!!(INSTRUMENTAL) NEVER SURRENDER(INSTRUMENTAL)                                          | ・GO AHEAD!! テレビアニメ「バトルスピリッツ 少年突破バシン」オープニング主題歌 |
| 20th                           | 前略、月の上から。                   | 2009年8月5日   | LACM-4636    | 前略、月の上から。 CRAZY A GO GO!!〜FUNKY GOOD TIME!!〜 前略、月の上から。(OFF VOCAL) CRAZY A GO GO!!〜FUNKY GOOD TIME!!〜(OFF VOCAL) | ・前略、月の上から。 テレビドラマ「俺たちは天使だ! NO ANGEL NO LUCK」オープニング主題歌 |
| 21th                           | 君がまってる                         | 2009年10月21日 | LACM-4658    | 君がまってる Song for you〜コズミック☆ハネムーン〜 君がまってる(OFF VOCAL) Song for you〜コズミック☆ハネムーン〜(OFF VOCAL)           | ・君がまってる テレビアニメ「バトルスピリッツ 少年激覇ダン」エンディング主題歌 |
| Colorful Records               |                                      |                |              | | |
| 22th                           | ダンディ・ダンディ/SAVE THE FUTURE!! | 2015年2月18日  | VIZL-759     | ダンディ・ダンディ SAVE THE FUTURE!! ダンディ・ダンディ(Instrumental Version) SAVE THE FUTURE!!(Instrumental Version)                 | ・SAVE THE FUTURE!! TVアニメ「トランスフォーマー アドベンチャー」日本語版主題歌 完全生産限定盤はロゴをあしらったヴェネチアン・マスク付き |
| avex trax                      |                                      |                |              | | |
| 23th                           | Who's That Guy                       | 2015年3月18日  | AVCD-83178/B | Who's That Guy Who's That Guy OrchestraVer～時の流れ〜 Who's That Guy(Instrumental)                                                   | ・Who's That Guy 「スーパーヒーロー大戦GP 仮面ライダー3号」主題歌 Disc2(DVD)には「Who's That Guy」MVを収録 |

### アルバム

#### オリジナル・アルバム
| #                              | タイトル                           | 発売日         | 規格品番                                                                                                  | 収録曲 | 備考                                                                                  |
| 東芝EMI                        | 東芝EMI                            | 東芝EMI        | 東芝EMI                                                                                                   | 東芝EMI | 東芝EMI                                                                               |
| ------------------------------ | ---------------------------------- | -------------- | --- | --- | ------------------------------------------------------------------------------------- |
| 1st                            | 理想論                             | 1996年7月10日  | TOCT-9497                                                                                                 | 「宇宙人デス。」 モラリティー EGO Mix ワルイコトシタイ 不真面目な女神 SNOW KISS 理想論 真昼の月 「テイク・マイ・ハート」 死んでもいい 運命のいたずら 求めすぎてる？僕。                                                                                           | M9は歌唱:花椿蘭丸。                                                                   |
| 2nd                            | 嘘とロマン                         | 1998年2月25日  | TOCT-10196                                                                                                | 発信音のあとに 三日月姫 その術を僕は知らない[G] 忘れてしまいたい 君がいなくても 発信音のあとに 彼と彼女のこと フィアンセになりたい 発信音のあとに ワンダフル入浴 ペンフレンド 発信音のあとに 悲しみロケット2号 展望デッキ～夜間飛行〜                             | M9,10は声・歌唱:花椿蘭丸。                                                            |
| 3rd                            | 欲望図鑑                           | 1999年7月7日   | TOCT-24161                                                                                                | エレベーターの女 今夜、桃色クラブで。(B) 名器 ロリータの罠 意気地なし エレベーターの男 血管と白夜/1999 僕のゼリー 懺悔 帝王学 ズキズキ 可能 バラ色の人生 S.D.R. アンコール.抱かれたい男                                                                           | アンコールは歌唱:花椿蘭丸。                                                           |
| 4th                            | 聖域～サンクチュアリ～             | 2001年12月6日  | TOCT-24691                                                                                                | サンクチュアリ 天使のうた きれいな嘘 君の罪、僕の雨。 SEXの意味・意味のないSEX パズルの欠片 若さのカタルシス 特別なひと 君の中へ 聖域 CRAZY A GO GO!!〜この世でオンリーワン!!〜 ミス・アバンチュール solution ココロノヤミ ー聖域ー                               |                                                                                       |
| ワーナーミュージック・ジャパン |                                    |                | | |                                                                                       |
| 5th                            | 流星                               | 2002年12月20日 | AMCT-10014                                                                                                | 月下美人 強烈ロマンス [ 注釈 4 ] まるごとフルーツ ベストフレンド 花びらのように～モノローグ〜 恍惚ニ死ス。 シャンデリア・ラブ セルロイドの夜 ヘヴンな気分♥︎ 流星 NEON BOY                                                                                          |                                                                                       |
| Project-T                      |                                    |                | | |                                                                                       |
| 6th                            | セルロイドの夜                     | 2003年11月19日 | PTCQ-1001                                                                                                 | セルロイドの夜 アマン〜東馬健&渚ようこ 星降る街角 下北から上北まで アーバンナイトフィーバー 半熟気分のサーファーガール 俺はおまえの俺だから 星降る街角(極東MIX) セルロイドの夜〜あれ!?健さんがいないぞ〜 アマン〜あれ!?ようこさんがいないぞ〜                     | ※「東馬 健」名義                                                                      |
| ワーナーミュージック・ジャパン |                                    |                | | |                                                                                       |
| 7th                            | ヒカリモノ                         | 2004年6月9日   | WPCL-10096                                                                                                | 純愛 恋ノヒゲキ 恋愛中毒 不純異性交遊 ビトゥイーン・ザ・シーツ くどくど口説く男 バタフライ プラネタリウム 続・純愛 じれったい セックスフレンド 光るの君 メリーゴーラウンド ラヴソング 初愛                                                                        | 初回盤は特別ジャケット チェンジング・フォトカード封入                                 |
| TRICKSTAR RECORDS/喝采         |                                    |                | | |                                                                                       |
| 8th                            | 夜想曲〜ノクターン〜               | 2005年10月26日 | WTCS-1005                                                                                                 | pillow talk あなたしかいない 言えないよ Two of us 彼女の比率 Lazy 雨音 promise 愛のメモリー close your eyes |                                                                                       |
| 9th                            | FUNKASIA☆                          | 2007年4月11日  | WTCS-1012                                                                                                 | FUNKASIA Shinin' Star キミノマニア FUNKY 本気 NIGHT☆ Silent Love 夜行性ガール イチャイチャしたい。 Get Down To The Funk!! タカラモノ Song for you | ※初回盤は特典DVD付                                                                    |
| 10th                           | RAINBOW-MAN                        | 2008年11月5日  | WTCS-1019                                                                                                 | Most Beautiful Night GO AHEAD!! ザッツ・エンタテインメント。 ポン酢・ポンザー・ポンゼスト キミハキレイ 運命のひと Sparkling Girl | ※初回盤はスペシャルDVD付き                                                            |
| 11th                           | 美しき僕らの世界                   | 2010年2月24日  | WTCS-1024                                                                                                 | How beautiful, We are!! 前略、月の上から。 ファンキー☆ミュージック 涙のプリンセス 君がまってる 人魚の恋 哀 NEED YOU 青春キラリ☆純情マイ・ラズベリーガール 246 CRAZY A GO GO!!〜FUNKY GOOD TIME!!〜 ヴィーナス                                                     | ※初回盤は特典DVD付。                                                                  |
| 12th                           | 銀河伝説                           | 2012年3月21日  | WTCS-1031                                                                                                 | 銀河伝説 この宇宙にあなたは一人しかいない。 今夜はファンタスティック！！ イケナイ関係 radical-ism ダークサイドに気をつけろ！ 宇宙定食 怪傑ミッチーのうた 星空ダイアモンド                                                                                         | ※及川光博&THE FANTASTIX 名義。初回生産分 オリジナルステッカー封入                     |
| 13th                           | ファンタスティック城の怪人         | 2013年3月27日  | WTCS-1033                                                                                                 | ファンタスティック城の怪人 Slave of you 幻惑のラビリンス Interlude〜eclipse〜 Blue Rose Dirty or Beauty プルシアンブルーの肖像 ホラー定食 怪人ミッチーがくる！ Interlude～eternity〜 光 Don't forget me                                                           | ※及川光博&THE FANTASTIX 名義。初回生産分 オリジナルステッカー、抽選特典応募ハガキ封入 |
| Mastard Records                |                                    |                | | |                                                                                       |
| 14th                           | さらば!!青春のファンタスティックス | 2014年3月26日  | LNZM-1047(完全初回生産限定盤) LNZM-1048(完全初回生産限定盤) LNZM-1049(通常盤)                             | 放課後ジュリエット 天の川ランデヴー 女子について。 がむしゃら！NIGHT☆PARTY 優・等・生 アイという名のもとに ヤング定食 恋の生徒怪長 ふたり To be continued | ※及川光博&THE FANTASTIX 名義。 Disc2(DVD)                                             |
| ビクターエンタテインメント     |                                    |                | | |                                                                                       |
| 15th                           | 男心DANCIN'                        | 2015年3月18日  | VIZL-806(初回限定盤A CD+DVD+Photobook) VIZL-807(初回限定盤B 2CD) VIZL-64330(通常盤)                       | 男心☆トゥナイト II ダンディ・ダンディ Who's That Guy＜MOVIE EDIT.＞ 伝説の男＜Interlude＞ TOKIO SAVE THE FUTURE!! Secret Love＜Interlude＞ ファンキー☆ミュージック＜Mega Raiders Remix＞ イケナイ関係＜Mega Raiders Remix＞ ダンディ・ダンディ＜DJ HAZIME Remix＞ | Disc2 ‪𓏸初回限定盤A(DVD) カウントダウンライヴ2014-2015 ゆくミッチーくるミッチー        |
| 16th                           | パンチドランク・ラヴ               | 2016年3月23日  | VIZL-944(初回限定盤A CD+DVD+A4写真集) VIZL-945(初回限定盤B CD+DVD) VIZL-64543(通常盤)                     | Punch-Drunk Love メロディアス ウィークエンド・ランデヴー エスパーの憂鬱 DANCE A GO GO [ 注釈 6 ] メロディアス ～オルゴール～ Wish メリーゴーラウンド <Mega Raiders Remix>                                                                                         | Disc2 ‪𓏸初回限定盤A(DVD：MITCHY'S DINNER SHOW☆)                                        |
| 17th                           | FUNK A LA MODE                     | 2017年4月29日  | VIZL-1152(初回限定盤A CD+DVD+48P写真集) VICL-64772(初回限定盤B LPサイズパッケージ仕様) VICL-64773(通常盤) | FUNK A LA MODE 愛し愛されまSHOW☆ 紅のマスカレード アクアリウム sure danse ガールフレンド 炎上！バーニング・ラブ | Disc2 ‪𓏸初回限定盤A(DVD)                                                               |
| 18th                           | BEAT&ROSES                         | 2018年3月28日  | VIZL-1353(初回限定盤A CD+DVD) VIZL-1354(初回限定盤B 2CD+PhotoBook) VICL-64980(通常盤)                     | インフィニティ∞ラブ スリル 恋にうつつをぬかしたい セックスフレンド＜2018＞ Birthday ～バラのブレス～ 瞬きのあいだに。 BEAT & ROSES | Disc2 ‪𓏸初回限定盤A(DVD)                                                               |
| 19th                           | BE MY ONE                          | 2020年3月18日  | VIZL-1752(初回限定盤 CD+DVD+A4小サイズポートレイトカード6枚両面/12種) VICL-65353(通常盤)                  | Purple Diamond Q.I.D. 未熟者にはわかるまい。 悲しみで胸がいっぱい BE MY ONE ラブ・アンドロイド Shake me, darlin' 抱き枕 バラ色の人生＜2020＞ | Disc2(DVD)初回限定盤                                                                  |
| 20th                           | 気まぐれサーカス                   | 2022年4月27日  | VIZL-2053(初回限定盤 CD+DVD+PhotoBook) VICL-65694(通常盤)                                                 | The Curtain Rises Don't Stop Me Baby 気まぐれラプソディー 君が好き。 PARANOIA 願い フライドポテト コングラッチュレーション！！ | Disc2(DVD)初回限定盤                                                                  |
| 21th                           | DON'T THINK, POP!!                 | 2024年4月24日  | VIZL-2309(初回限定盤 CD+DVD+Photobook) VICL-65958(通常盤)                                                 | DON'T THINK, POP!! Amazing Love 敏感・センシビリティー デジャヴと紫陽花 恋の嵐 みず色ワンピース Dream Maker 神サマお願い フライドポテト＜未来編＞ | Disc2(DVD)初回限定盤                                                                  |

#### ベスト・アルバム
1. ニヒリズム（1999年12月8日、東芝EMI）
2. 光-MITSU-（2006年5月24日、同上）※スペシャルDVD付
3. 博-HIRO-（2006年5月24日、TRICKSTAR RECORDS/喝采）※スペシャルDVD付
4. 20 -TWENTY-（2015年5月27日、Colourful Records）
5. XXV（2021年5月29日、同上）　アナログ盤も同時発売

#### ライブ・アルバム
1. 禁猟区〜サンクチュアリ〜（2002年3月27日、東芝EMI）
2. ツキノヒカリ MEMORIAL BOX（2006年12月21日、TRICKSTAR RECORDS/喝采）※DVD・フォトカードセット付
3. 喝采（2010年12月25日、TRICKSTAR RECORDS/喝采） - ライブ・ベスト・アルバム、初回生産限定盤は『ライヴ映像集 -若気のいたり。-』『ひとりのビッグショー'98-魔宮の聖戦-』のDVD2枚、メモリアルフォトブック－INDIVIDUALIST－が収まった15周年メモリアルBOX仕様となっている。本作は、2003年以降のライブの音源を使い、あたかも一つのステージを楽しむことができるような編集・構成がなされている。

#### カバー・アルバム
1. GOLD SINGER（2004年12月22日、TRICKSTAR RECORDS/喝采）

#### CD BOX
1. 愛と芸術の日々（2003年3月26日、東芝EMI）5CD＋DVD

### ビデオ
※すべて東芝EMIよりリリース。
- 1997年 「踊っていただけますか?」（LIVE）
- 1998年 ミッチーのベイベーセット（single & video）「死んでもいい'98」「ご覧あそばせ」
- 1998年 ミッチーのベイベーセット（single & video）「僕のゼリー/今夜桃色クラブで。」
- 1998年 「僕のゼリー/今夜桃色クラブで。」（video）1998年10月7日発売BVC-1013
- 1998年 狂喜乱舞 （LIVE）
- 2001年 及川光博ワンマンショーツアー2000FINAL「誰にも言っちゃダメだよ…。」（LIVE）
- 2001年 みっちービデオ・クリップ集「及川光博の世界」（ビデオ・クリップ）

### DVD
- 2001年 及川光博ワンマンショーツアー2000FINAL「誰にも言っちゃダメだよ…。」（2001年3月28日、東芝EMI）LIVE
- 2001年 みっちービデオ・クリップ集「及川光博の世界」（2001年12月6日、同上）ビデオ・クリップ
- 2003年 「うたかた。」平成十五年 及川光博独演会（2003年8月6日、ワーナーミュージック・ジャパン）LIVE
- 2004年 Ride ON Baby!!（2004年12月1日、TRICKSTAR RECORDS/喝采）LIVE
- 2005年 10YEARS A GO GO!! DVD-BOX“GOLDEN GUY”（2005年7月13日、同上）LIVE
- 2006年 及川光博ワンマンショーSPECIAL!!「日本舞踏館」（2006年8月9日、同上）LIVE
- 2007年 及川光博ワンマンショーツアー06/07「君こそスターだ!!」（2007年8月8日、同上）LIVE
- 2007年 エンタテインメント職人 〜及川光博の光と影〜（2007年12月5日、テレビ朝日/喝采）ドキュメンタリー
- 2008年 及川光博ワンマンショーツアー07/08「イチャイチャしたい。」（2008年7月9日、TRICKSTAR RECORDS/喝采）LIVE
- 2009年 及川光博ワンマンショーツアー08/09「RAINBOW-MAN」（2009年7月8日、キングレコード/喝采）LIVE
- 「踊っていただけますか?」見体験!BEST NOW DVD
- 「狂喜乱舞」見体験!BEST NOW DVD
- 2010年 及川光博ワンマンショーツアー2010「美しき世界。」（2010年9月8日、同上）LIVE
- 2011年 及川光博ワンマンショーツアー2011「大人の恋。」（2011年10月19日、同上）LIVE
- 2012年 及川光博ワンマンショーツアー2012「銀河伝説」（2011年10月24日、同上）LIVE
- 2013年 及川光博ワンマンショーツアー2013「ファンタスティック城の怪人」（2013年10月30日、Mastard Records/GALAXY）LIVE
- 2014年 及川光博ワンマンショーツアー2014「愛と青春の旅だし。」（2014年6月15日、同上）LIVE
- 2015年 及川光博ワンマンショーツアー2015「光博歌合戦」（2015年9月30日、Colourful Records）LIVE
- 2016年 及川光博ワンマンショーツアー2016「Punch-Drunk Love」（2016年10月26日、同上）LIVE
- 2017年 及川光博ワンマンショーツアー2017「〜FUNK A LA MODE〜」（2017年11月8日、同上）LIVE
- 2018年 及川光博ワンマンショーツアー2018「BEAT&ROSES」（2018年11月7日、同上）LIVE
- 2019年 及川光博ワンマンショーツアー2019「PURPLEDIAMOND」（2019年11月27日、同上）LIVE
- 2021年 及川光博ワンマンショーツアー2021「SOUL TRAVELER」（2021年10月27日、同上）LIVE
- 2022年 及川光博ワンマンショーツアー2022「GROOVE CIRCUS」（2022年11月23日、同上）LIVE

- 2023年 及川光博ワンマンショーツアー2023「踊って！シャングリラ」（2023年11月29日、同上）LIVE

## 出演

### テレビドラマ
- WITH LOVE（1998年4月14日 - 6月30日、フジテレビ） - 吉田晴彦
- 氷の世界（1999年、フジテレビ） - 久松皓一
- 晴れ着ここ一番（2000年、NHK総合） - 松浦健吾
- オヤジぃ。（2000年、TBS） - 国東博
- Love Revolution（2001年、フジテレビ） - 北村信彦
- 恋がしたい恋がしたい恋がしたい（2001年、TBS） - 紫村一郎
- 五瓣の椿（2001年、NHK総合 金曜時代劇） - 香屋清一
- ぼくの魔法使い（2003年、日本テレビ） - 上野パンダ
- 大河ドラマ（NHK総合）
  - 利家とまつ（2002年） - 前田慶次郎
  - 龍馬伝（2010年） - 大久保利通
  - 八重の桜（2013年） - 木戸孝允
- マンハッタンラブストーリー（2003年10月9日 - 12月18日、TBS） - 別所秀樹
- 古畑任三郎 すべて閣下の仕業（2004年1月3日、フジテレビ） - 川北健
- 白い巨塔（2004年1月 - 3月、フジテレビ） - 国平学文
- ミステリー民俗学者 八雲樹（2004年10月15日 - 12月17日、テレビ朝日） - 主演・八雲樹
- 富豪刑事 最終話（2005年3月17日、テレビ朝日） - 大谷重男
- 女王蜂（2006年1月6日、フジテレビ） - 多門連太郎 [33]
- 西遊記 第2話（2006年1月16日、フジテレビ） - 妖泉大王
- 吾輩は主婦である（2006年5月22日 - 7月14日、TBS） - 矢名たかし
- 誰よりもママを愛す 第11話（2006年9月10日、TBS） - 外科医
- のだめカンタービレ（2006年、フジテレビ） - 佐久間学
- 私の頭の中の消しゴム（2007年3月13日、日本テレビ） - 瀬尾諒介
- ホテリアー（2007年4月 - 6月、テレビ朝日） - 水沢圭吾
- 山おんな壁おんな（2007年、フジテレビ） - 奥園雅之
- ヒットメーカー 阿久悠物語（2008年8月1日、日本テレビ） - 池田文雄
- 相棒（テレビ朝日）
  - season7 最終話（2009年3月18日） - 神戸尊
  - season8（2009年10月14日 - 2010年3月10日） - 主演・神戸尊（水谷豊とW主演）
  - season9（2010年10月20日 - 2011年3月9日） - 主演・神戸尊（水谷豊とW主演）
  - season10（2011年10月19日 - 2012年3月21日） - 主演・神戸尊（水谷豊とW主演）
  - season15 第13・14話（2017年2月1日、8日） - 神戸尊
  - season17 第10話（2019年1月1日） - 神戸尊
  - season21 第20・最終話（2023年3月8日、15日） - 神戸尊 [34]
- トッカン 特別国税徴収官 第8話 - 最終話（2012年9月5日 - 19日、日本テレビ） - 吹雪敦
- ラッキーセブン スペシャル（2013年1月3日、フジテレビ） - 天野幸一
- 信長のシェフ（2013年1月11日 - 3月15日、テレビ朝日） - 織田信長
  - 信長のシェフ2（2014年7月10日 - 9月4日）
- メイドインジャパン（2013年1月26日 - 2月9日、NHK総合） - 譲原桂一郎
- 日曜劇場 半沢直樹（TBS） - 渡真利忍 
  - 2013年版（2013年7月7日 - 9月22日）
  - 半沢直樹II・エピソードゼロ〜狙われた半沢直樹のパスワード〜（2020年1月3日）
  - 2020年版（2020年7月19日 - 9月27日）
- 影武者 徳川家康（2014年1月2日、テレビ東京新春ワイド時代劇） - 石田三成
- ビター・ブラッド〜最悪で最強の親子刑事〜（2014年4月15日 - 6月24日、フジテレビ） - 貝塚剛久
- 悪貨（2014年11月23日 - 12月21日、WOWOW連続ドラマW） - 主演・野々宮冬彦 [35]
- 手裏剣戦隊ニンニンジャーVS仮面ライダードライブ 春休み合体1時間スペシャル（2015年3月29日、テレビ朝日） - 黒井響一郎 / 仮面ライダー3号 ※特別出演
- アイ'ム ホーム（2015年4月16日 - 6月18日、テレビ朝日） - 筑波良明
- 掟上今日子の備忘録（2015年10月10日 - 12月12日、日本テレビ） - 絆井法郎 [36]
- 新春スペシャルドラマ「坊っちゃん」（2016年1月3日、フジテレビ） - 赤シャツ[37]
- スミカスミレ 45歳若返った女（2016年2月5日 - 3月25日、テレビ朝日） - 黎[38]
- 連続テレビ小説 とと姉ちゃん（2016年4月、NHK総合） - 五反田一郎[39]
- A LIFE〜愛しき人〜（2017年1月15日 - 3月19日、TBS） - 羽村圭吾[40]
- 明日の約束（2017年10月17日 - 12月19日、関西テレビ・フジテレビ） - 霧島直樹
- ドラマ特別企画「がん消滅の罠〜完全寛解の謎〜」（2018年4月2日、TBS） - 森川雄一
- ハケン占い師アタル（2019年1月17日 - 3月14日、テレビ朝日） - 代々木匠
- グランメゾン東京（2019年10月20日 - 12月29日、TBS） - 相沢瓶人 
  - スペシャルドラマ グランメゾン東京（2024年12月29日）[41]
- #リモラブ 〜普通の恋は邪道〜（2020年10月14日 - 12月23日、日本テレビ） - 朝鳴肇[42]
- ドラゴン桜 第2シリーズ（2021年4月25日 - 6月27日 、TBS） - 高原浩之[43]
- 最愛（2021年10月15日 - 12月17日、TBS） - 後藤信介[44][45]
- 霊媒探偵・城塚翡翠（2022年10月16日 - 11月13日、日本テレビ） - 鐘場正和[46]
- 女神の教室〜リーガル青春白書〜（2023年1月9日 - 3月20日、フジテレビ） - 守宮清正[47][48]
- フェルマーの料理（2023年10月20日 - 12月22日、TBS） - 西門景勝[49]
- きのう何食べた? season2 第5話（2023年11月5日、テレビ東京） - 伸彦[50]
- 潜入兄妹 特殊詐欺特命捜査官（2024年10月5日 - 12月14日、日本テレビ） - 入間慎之介[51]
- ドクターY〜外科医・加地秀樹〜 第7弾（2024年11月30日、テレビ朝日） - 楠田永吾[52]
- 御上先生（2025年1月19日 - 3月23日、TBS） - 塚田幸村[53][54]
- イグナイト -法の無法者-（2025年4月18日 - 6月27日、TBS） - 桐石拓磨[55]
- ぼくたちん家（2025年10月〈予定〉 - 、日本テレビ） - 主演・波多野玄一[56][17]

### 映画
- 漂流街 THE HAZARD CITY（2000年） - コウ 役
- 連弾（2001年） - 谷村正樹
- 天国から来た男たち（2001年） - 柏木
- 盲獣vs一寸法師（2002年） - 蕗屋 ※友情出演
- 1980（2003年） - 東馬健
- キューティーハニー（2004年） - ブラック・クロー
- CASSHERN（2004年） - 内藤薫
- IZO（2004年） - 沖田総司
- 春の雪（2005年） - 洞院宮治典王
- 明日の記憶（2006年） - 吉田武宏
- 日本沈没（2006年） - 結城達也
- 大奥（2006年） - 間部越前守詮房
- 20世紀少年 -第1章- 終わりの始まり（2008年） - ロックバンドのボーカル
- クローンは故郷をめざす（2009年） - 主演・高原耕平とそのクローン2体
- プライド（2009年） - 神野隆
- 相棒 - 神戸尊
  - 相棒 -劇場版II- 警視庁占拠! 特命係の一番長い夜（2010年）
  - 相棒シリーズ X DAY（2013年）
  - 相棒 -劇場版III- 巨大密室! 特命係 絶海の孤島へ（2014年）
  - 相棒 -劇場版IV- 首都クライシス 人質は50万人! 特命係 最後の決断（2017年）[57]
- イン・ザ・ヒーロー（2014年9月6日） - 西尾俊久 ※友情出演
- 小野寺の弟・小野寺の姉（2014年10月25日） - 浅野暁
- スーパーヒーロー大戦GP 仮面ライダー3号（2015年3月21日） - 黒井響一郎 / 仮面ライダー3号
- 僕だけがいない街（2016年3月19日） - 八代学
- サクラダリセット 後篇（2017年5月13日） - 浦地正宗[58]
- 祈りの幕が下りる時（2018年1月27日） - 苗村誠三
- 七つの会議（2019年2月1日） - 原島万二[59]
- 君は月夜に光り輝く（2019年3月15日） - 深見真
- 引っ越し大名!（2019年8月30日） - 松平直矩 [60]
- 桜のような僕の恋人（2022年3月24日、Netflix） - 澤井恭介[61]
- グランメゾン・パリ（2024年12月30日） - 相沢瓶人[62]
- (LOVE SONG)（2025年10月31日公開予定） - ジン（神勝彦）[63][64]

### 舞台
- 毛皮のマリー（2001年3月24日 - 4月22日、寺山修司原作・美輪明宏主演演出、PARCO劇場他） - 美少年・欣也[65]
- LOVE LETTERS 2012 22nd Anniversary（2012年9月25日、PARCO劇場）

### テレビアニメ
- アガサ・クリスティーの名探偵ポワロとマープル 第3話（2004年、NHK総合） - エドワード・ロシター
- ちびまる子ちゃん（2023年3月26日、フジテレビ） - ミッチー（愛川光真）（ゲスト声優まつり）[66]

### 劇場アニメ
- 少女革命ウテナ アドゥレセンス黙示録（1999年） - 鳳暁生 役

### ゲーム
- ガンダムアサルトサヴァイブ（2010年） - カスタムパイロット音声
- 仮面ライダーバトル ガンバライジング（2015年、バンダイ） - 仮面ライダー3号
- 仮面ライダーバトル ガンバレジェンズ（2023年、バンダイ） - 仮面ライダー3号

### 吹き替え
- ハン・ソロ/スター・ウォーズ・ストーリー（2018年）[67]

### DVDシングル
- 宇多田ヒカル「誰かの願いが叶うころ」（2004年7月28日）

### バラエティ番組
- 朝までガンダム（2009年4月 - 7月12日、名古屋テレビ）
- ガンダムウィーク（2012年4月30日 - 5月6日、アニマックス） - 司会。毎日、各作品の見所を紹介
- ネプリーグ（2023年1月9日、フジテレビ）
- くりぃむクイズ ミラクル9（テレビ朝日） - 不定期出演

### 音楽番組
- Good Time Music（2016年4月20日 - 、TBS） - MC
- ハロウィン音楽祭2016（2016年10月31日、TBS） - 司会
- 2017 FNS歌謡祭（2017年12月6日、フジテレビ） - 宝塚歌劇団宙組と共演

### 紀行番組
- テレビ未来遺産「地球絶景ミステリー!」（2015年11月23日、TBS） - 司会[68]

### 配信ドラマ
- 御手洗家、炎上する（2023年7月13日、Netflix） - 御手洗治[69]

### CM
- マツモトキヨシ（1997年）
- サークルK デザート編（1999年）
- サッポロビール 「JACK エクセレントブレンド」（1999年）
- NTTコミュニケーションズ 「eコール」（2001年）
- メットライフ生命保険（2004年）
- 理想科学工業 「プリントゴッコJet」（2004年）
- アサヒビール 「Dew（デュー）」（2005年）
- 本田技研工業 「エアウェイブ」『跳ぶ馬篇』（2007年1月 - ） - 坂口憲二と共演
- 日清食品 「やきそばできました。」（2007年5月） - 北海道限定
- ソフトバンクモバイル 「白戸家」『二次会』篇（2009年2月）
- サントリー 「C.C.レモン」（2010年4月）
- NHN Japan 「LINE」（2013年1月 - ）
- アートネイチャー 「LABOMO」スカルプアロマシリーズ 『タライ篇』『ロミオとジュリエット篇』『スプラッシュ篇』（2013年11月 - ）
- 大和証券 「ダイワファンドラップ」（2013年12月 - ）
- グラクソ・スミスクライン 「カムテクト」（2015年3月 - ）
- 花王 「アタック抗菌EX スーパークリアジェル」（2017年7月 - ）
- 日本ケロッグ 「オールブラン プレミアム」『ケロッグ オールブラン プレミアム“相乗効果でスマート”篇』（2018年2月 - ）[70]
- エスビー食品 「本挽きカレー」『おしゃべりなカレー篇』（2020年3月 - 2022年3月）[71]
- SBI証券 「農林中金＜パートナーズ＞おおぶね」シリーズ 『世界経済への航路篇』（2020年4月 - ）[72]
- スカパー!
  - 「スカパー！みんなのファン祭り」（2020年11月20日 - ）※アンバサダー[73][74]
  - 「スカパー! なつエモ天国TV」（2021年10月26日 - ）※アンバサダー[75]
- UCC上島珈琲 「職人の珈琲」『神の手を持つ男』篇（2021年3月8日 - ）※ブランドイメージキャラクター[76]
- ホーユー「ビゲン 香りのヘアカラー」『いいねビゲン』篇（2021年5月12日 - ）※ブランドアンバサダー就任[77]
- JRA×地方競馬『競馬プレミアムウィーク』（2022年12月5日 - ）※イメージキャラクター就任

### その他
- 『プラド美術館展 ベラスケスと絵画の栄光』 公式プレゼンター（2017年9月 - 2018年10月） - 2018年2月より国立西洋美術館（2月24日 - 5月27日）・兵庫県立美術館（2018年6月13日 - 10月14日）で開催の美術展、館内の音声ガイド[78]及びPR動画の出演[79]

## 受賞歴
- 1998年
  - 第17回ザテレビジョンドラマアカデミー賞 新人俳優賞（『WITH LOVE』）
- 2001年
  - エランドール賞 新人賞[80]
- 2016年　
  - 第29回日本メガネベストドレッサー賞 芸能人部門
  - 第17回ベストフォーマリスト賞

## 書籍
；単著
- 続・欲望図鑑（1999年11月、メディアファクトリー）ISBN 978-4-88991-952-3
- うたかた。―及川光博詩集（2003年9月、マーブルトロン）ISBN 978-4-12390-054-6
- 及川光博、かく語りき。（2005年9月、マーブルトロン）ISBN 978-4-12390-101-7
- この宇宙にあなたは一人しかいない 及川光博名言集（2018年3月28日、シンコーミュージック）ISBN 978-4-40164-583-1

関連書籍
- ミッチーcast 「及川光博x Cast」 Special Edition 1996-2006（2007年1月1日、ジョイフルタウン）
- ミッチーcast 【1996〜2015】〜及川光博 20th Anniversary Edition（2015年5月27日、ジョイフルタウン、著・編：棚橋和博、笹川清彦）